# ويل وايت
ويل وايت (بالإنجليزية: Will White)‏ هو لاعب كرة قاعدة أمريكي، ولد في 11 أكتوبر 1854 في كاتون في الولايات المتحدة، وتوفي في 31 أغسطس 1911 في Port Carling ‏ في كندا بسبب غرق.

## وصلات خارجية
- ويل وايت على موقعبيزبول رفرنس.كوم (الدوري الرئيسي) (الإنجليزية)
- ويل وايت على موقعبيزبول رفرنس.كوم (الدوري الثانوي) (الإنجليزية)
- ويل وايت على موقع إي إس بي إن.كوم (أم.أل.بي) (الإنجليزية)
- ويل وايت على موقع مشجعي الرسوم البيانية (الإنجليزية)